# Aedes kabwachensis
Aedes kabwachensis är en tvåvingeart som beskrevs av Edwards 1941. Aedes kabwachensis ingår i släktet Aedes och familjen stickmyggor. Inga underarter finns listade i Catalogue of Life.